# Vincenzo Tiberio

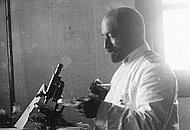
Vincenzo Tiberio

Vincenzo Tiberio (Sepino 1 de mayo de 1869 – 7 de enero de 1915) fue un investigador y médico de la marina y la Universidad de Nápoles. Durante sus estudios de medicina descubrió que las personas que bebieron agua del pozo se quejaron de trastornos intestinales que desaparecían al pasar por una tubería.
Después de investigaciones adicionales publicó un documento en 1895 del poder bactericida de algunos extractos del molde, haciéndole uno de investigadores cuyos trabajos anticiparon el descubrimiento de la penicilina de Alexander Fleming. 
Desafortunadamente para Tiberius, el artículo fue publicado en una pequeña revista y en italiano y por eso no se difundió.
Sin embargo, mientras Fleming había descubierto el moho de la penicilina por casualidad, Tiberius lo había descubierto con conciencia y, en comparación con el premio Nobel inglés, había preparado con precisión un medicamento experimental, cerrando así el ciclo de investigación.